# Pasadena
Pasadena je město v americkém státě Kalifornie, v sídelní oblasti města Los Angeles. Rozprostírá se na ploše přibližně 60 km². Žije zde přibližně 139 tisíc obyvatel.

## Obyvatelstvo
Při sčítání lidu v roce 2000 žilo ve městě 133 936 osob a bylo zde 51 844 domácností. Složení obyvatelstva bylo 53 % Běloši, 15 % Afroameričané, 10 % Asiaté, ostatní 22 %. Velikost rodin je v průměru 3,3 osob a střední příjem rodiny byl 46 012 dolarů. Podle sčítání v roce 2010 se počet obyvatel zvýšil na 137 122.

## Hlavní části města
Význačnou, výstavní čtvrtí města je tzv. Jižní pomerančovníkový háj, bulvár, kde žijí bohatí, mnohdy významní lidé. Hlavní ulice proto nesla jméno Třída milionářů a je dnes doplňována výstavbou drahých, prostorných bytů. Z historicky zajímavých objektů je zde k vidění bývalá rezidence Williama Wrigleyho, zakladatele výrobce žvýkaček Wrigley Company, kde dnes sídlí ředitelství Turnaje růží. Dále se zde nalézá architektonicky význačná budova Gamble, Norton Simon Museum (umění) a exkluzivní obytná čtvrť kolem jižní Lake Avenue. Poblíž města se nachází mezinárodní letiště Burbank a meteorologická stanice Burbank-Glendale-Pasadena Airport ve výšce 236 m n. m. Byl zde postaven dům, který posloužil jako kulisa k známému seriálu Beverly Hills 90210. Světově známou institucí je zdejší univerzita SSG California Institute of Technology, úzce spolupracující s NASA.

## Známé osobnosti
- William Holden (1918–1981), herec a filmový režisér
- Václav Šnajdr (1847–1920), českoamerický novinář a básník
- Zdeněk Sekanina (* 1936), českoamerický astronom a astrofyzik

## Sport
Ve městě se nachází stadion Rose Bowl, dějiště několika Super Bowlů a zápasů univerzitního amerického fotbalu.

## Média
V Pasadeně se odehrává děj většiny dílů seriálu Teorie velkého třesku.